# Bob Portman
Robert "Bob" Michael Portman (nacido el 22 de marzo de 1947 en San Francisco, California) es un exjugador de baloncesto estadounidense que jugó 4 temporadas en la NBA. Con 1,96 metros de altura, lo hacía en la posición de alero.

## Trayectoria deportiva

### Universidad
Jugó durante tres temporadas con los Bluejays de la Universidad Creighton, en las que promedió 24,6 puntos y 12,9 rebotes por partido. Fue durante más de 20 temporadas el líder histórico de anotación de su universidad, con los 1.876 puntos que consiguió, conservando hoy en día el de más puntos anotados en un partido, con 51, y en una temporada, con 738.

### Profesional
Fue elegido en la séptima posición del Draft de la NBA de 1969 por San Francisco Warriors, a la vez que era elegido también por los Denver Rockets en la segunda ronda del draft de la ABA, eligiendo la primera opción. Su mejor temporada fue la segunda, la 1970-71, en la que promedió 7,6 puntos y 4,7 rebotes por partido.
Al año siguiente el club cambió su denominación por la actual, Golden State Warriors, coincidiendo con el declive de Portman, que jugó dos temporadas más, saltando a la pista menos de 10 minutos por partido. En el total de su corta carrera profesional promedió 5,7 puntos y 3,3 rebotes por encuentro.

## Estadísticas de su carrera en la NBA

### Temporada regular
| Temp.   | Edad | Equipo        | Liga | P   | TIT | MIN  | TC  | TCA | %TC  | 3P | 3PA | %3P | TL  | TLA | %TL  | R.OF. | R.DEF. | REB | ASIS | ROB | TAP | PER | FP  | PTS |
| 1969-70 | 22   | San Francisco | NBA  | 60  |     | 13.6 | 3.0 | 6.6 | .445 |    |     |     | 1.1 | 1.4 | .776 |       |        | 3.7 | 0.5  |     |     |     | 1.3 | 7.0 |
| 1970-71 | 23   | San Francisco | NBA  | 68  |     | 20.5 | 3.3 | 7.1 | .458 |    |     |     | 1.1 | 1.6 | .726 |       |        | 4.7 | 1.0  |     |     |     | 1.9 | 7.6 |
| 1971-72 | 24   | Golden State  | NBA  | 61  |     | 9.1  | 1.5 | 3.6 | .403 |    |     |     | 0.9 | 1.0 | .883 |       |        | 2.2 | 0.4  |     |     |     | 1.1 | 3.8 |
| 1972-73 | 25   | Golden State  | NBA  | 32  |     | 5.5  | 1.0 | 2.2 | .457 |    |     |     | 0.6 | 0.8 | .769 |       |        | 1.6 | 0.2  |     |     |     | 0.5 | 2.6 |
| Total   |      |               | NBA  | 221 |     | 13.3 | 2.3 | 5.3 | .443 |    |     |     | 1.0 | 1.3 | .780 |       |        | 3.3 | 0.6  |     |     |     | 1.3 | 5.7 |

### Playoffs
| Temp.   | Edad | Equipo        | Liga | P  | MIN | TCA | TC | 3PA | 3P | TLA | TL | R.OF. | REB | ASIS | ROB | TAP | PER | FP | PTS | %TC  | %3P | %FT   | MIN  | PTS | REB | AST |
| 1970-71 | 23   | San Francisco | NBA  | 5  | 110 | 20  | 39 |     |    | 6   | 9  |       | 20  | 2    |     |     |     | 9  | 46  | .513 |     | .667  | 22.0 | 9.2 | 4.0 | 0.4 |
| 1971-72 | 24   | Golden State  | NBA  | 3  | 22  | 2   | 12 |     |    | 1   | 1  |       | 5   | 0    |     |     |     | 5  | 5   | .167 |     | 1.000 | 7.3  | 1.7 | 1.7 | 0.0 |
| 1972-73 | 25   | Golden State  | NBA  | 3  | 17  | 2   | 10 |     |    | 4   | 4  |       | 5   | 1    |     |     |     | 0  | 8   | .200 |     | 1.000 | 5.7  | 2.7 | 1.7 | 0.3 |
| Total   |      |               | NBA  | 11 | 149 | 24  | 61 |     |    | 11  | 14 |       | 30  | 3    |     |     |     | 14 | 59  | .393 |     | .786  | 13.5 | 5.4 | 2.7 | 0.3 |